# Автошлях Т 1702
Автошлях Т 1702 — територіальний автомобільний шлях в Україні, від перетину з Н12 через Краснокутськ — Богодухів. Проходить територією Котелевського району Полтавської області, Краснокутського та Богодухівського районів Харківської області.
Починається на перетині з автотрасами Н12 та Т 1707, проходить через села Колонтаїв, Любівка, смт Краснокутськ, села Краснокутськ, Чернещина, Городнє, Козіївка, Полкова Микитівка, Губарівка і закінчується в місті Богодухів Р45 Р46.
Загальна довжина — 57,3 км.